# Jandaul
Jandaul (en népalais : जंदौल) est un comité de développement villageois du Népal situé dans le district de Saptari. Au recensement de 2011, il comptait 4 360 habitants.